# Theda Skocpol
Theda Skocpol (Detroit, Michigan, Estados Unidos, 4 de maio de 1947) é uma socióloga norte-americana e cientista política da Universidade Harvard  notável por suas teorias da revolução e da autonomia do Estado.

## Biografia
Theda Skocpol nasceu em Detroit, completou seus estudos de graduação na Universidade Estadual de Michigan, BA, em 1969. Na Universidade Harvard, obteve seu Doutorado/ Ph.D., em 1975, estudou com Barrington Moore Jr. Casou-se com o físico Bill Skocpol, em 1967, que ensinava na Universidade de Boston, e teve um filho, Michael Skocpol, nascido em 1988, e formado pela Universidade Brown.

## Carreira
Em 1985 foi aceita como socióloga em Harvard, a primeira mulher. Ela serviu de 2005 a 2007, como reitora da Escola Superior de Artes e Ciências. Influente em sociologia como defensora das abordagens histórico-institucionais comparativas,  institucionalismo histórico e  sociologia histórica. É conhecida em ciência política pela "teoria da autonomia do Estado". Skocpol tem escrito extensamente para um público leigo e acadêmico. Recebeu o Prêmio Woodrow Wilson, em 1993, pelo melhor livro em ciência política. Entre 2002 e 2003, foi presidente da American Political Science Association. Em 2007, Skocpol foi agraciada com o Prêmio Johan Skytte em Ciência Política, um dos prêmios mais prestigiados do mundo em ciência política.  
Ela atuou como Diretora do Centro de Estudos Políticos Americanos entre 2000 e 2006, como presidente da Social Science History Association e da American Political Science Association.
Theda Skocpol atualmente trabalha como professora de Governo e Sociologia, estudando política social e engajamento cívico nos EUA 
Segundo os dados de seu perfil no site da Harvard Kennedy School, ela estuda "a desigualdade na sociedade americana, as mulheres e as políticas públicas e o desenvolvimento de associações de voluntários na história dos EUA para elucidar transformações recentes na política americana". 
Skocpol foi crítica do Cap and Trade proposto para combater a mudança climática pelo Governo Obama

## Pensamento
Suas obras têm sido associadas à escola estruturalista. Como exemplo, ela argumenta que as revoluções sociais podem ser melhor explicadas a partir da sua relação com estruturas específicas de sociedades agrícolas e seus respectivos estados. Ela dá a mesma importância ao papel das forças internacionais, especialmente a sua influência sobre as estruturas estatais e sociais de uma determinada sociedade. Tal abordagem difere muito de outras como a  behaviorista, que tendem a enfatizar o papel das "populações" revolucionários "psicologia revolucionária" e / ou "consciência revolucionária" como fatores determinantes de processos revolucionários. A propósito, cabe referência de leitura  ao trabalho do sociólogo Ted R. Gurr.
Em anos mais recentes, seu trabalho tem se concentrado especificamente nos Estados Unidos, incluindo o "Protecting Soldiers and Mothers", "Proteger Soldados e mães premiadas", uma análise histórica do estado de bem-estar americano. Ela também tem focado no engajamento cívico, liderando a pesquisa, traçando a história de associações de voluntários ao longo dos últimos dois séculos. Seu trabalho de 2003, "Democracia diminuída", procura explicar o declínio da participação cívica americana nas últimas décadas. Nessa área, ela tem se diferenciado fortemente de seu colega de Harvard Robert Putnam e outros teóricos do capital social, destacando o papel das mudanças institucionais, incluindo as políticas estatais, em moldar a vida cívica. 

O livro mais famoso de Skocpol, "Estados e revoluções sociais", 1979, discute como a maioria das teorias dão conta apenas da ação direta em fazer revoluções. As revoluções são caminhos rápidos de transformação fundacional da sociedade e da estrutura de classe. Ela inclui a estrutura envolvida em criar a situação revolucionária que pode levar a revolução social que transforma as instituições civis e de governo, uma vez que a administração e o braço militares entram em colapso. Trata-se de uma análise comparativa das revoluções sociais na Rússia, França, e China. O Estado é entendido em sua teoria como um agente da mudança social e política. 
De acordo com Skocpol, há duas etapas para revoluções sociais: a crise do Estado e o surgimento de uma classe dominante que tira proveito de uma situação revolucionária.  A crise do Estado emerge de economias pobres, desastres naturais, escassez de alimentos, ou questões de segurança. Os líderes da revolução também têm de enfrentar essas limitações, e sua capacidade de lidar com tais limitações afeta a capacidade de restabelecimento do Estado. 
Skocpol usa a luta de classes do marxismo para afirmar que as principais causas da instabilidade social são o estado das estruturas sociais, as pressões da concorrência internacional, manifestações internacionais, e as relações de classe. 
Os críticos afirmam que Skocpol ignora o papel dos indivíduos e da ideologia e que ela usa variadas estratégias metodológicas comparativas.
O potencial da autonomia das burocracias públicas tem sido ignorado pelos sociólogos centrados nos estudos da sociedade. Ela afirma que os partidos são mais importantes do que o governo nos EUA e que a classe social joga um papel pesado na política dos EUA.
Skocpol defende em "Bringing the State Back In", "Trazendo de volta o Estado" de 1985, um lugar central nas explicações da política e da formação política, argumentando que teorias baseadas na sociedade, seja o keynesianismo, explicações econômicas do comportamento político ou baseadas em classe social, o caso do marxismo, estão incompletas.  Skocpol afirma que a pesquisa histórico-comparativa que repousa sobre a autonomia e a capacidade do Estado, para afetar a mudança política vai contribuir para construir uma nova compreensão teórica dos Estados em relação às estruturas sociais e na atividade política em nível individual.
Em "Diminished Democracy" discute as mudanças nos EUA, o envolvimento do público e de seu recente declínio relativo.
Skocpol fala sobre como reverter isso para explicar como os EUA se tornaram uma nação cívica, fala sobre os organizadores desse movimento, sobre a gestão de organizações cívicas, as mudanças, os efeitos nocivos da mudança, e como recriar um sentimento de cidadania. Cada vez menos americanos participam de grupos de voluntários que se reúnem frequentemente. Tem havido uma proliferação de grupos sem fins lucrativos liderados por elites que podem interagir com o Governo, mas não com pessoas. Skocpol provoca o leitor com a ideia de que a participação cívica tornou-se um trabalho profissional, em vez de uma responsabilidade civil.
 
No livro “Protecting Soldiers and Mothers”, Skocpol considera o aumento dos benefícios para os veteranos da guerra civil e suas famílias, resultantes da política partidária competitivas. Soldados e mães se beneficiaram de gastos sociais, regulamentação do trabalho, e educação em saúde. Ela explica como clubes e associações vieram a preencher o vácuo deixado pelas burocracias e uma igreja oficial em todo o país, oferecendo um estudo de caso sobre como as mulheres conseguiram ganhar direitos trabalhistas, pensões, salário mínimo, e clínicas de saúde subsidiadas. Ela explica a relação entre a lógica autônoma do Estado e sua relação com movimentos de pressão.  Além disso, Skocpol afirma que as mulheres eram capazes de superar classe disparidade para atingir essas metas, trabalhando em nível nacional, influenciando representantes com livros, na TV, em revistas e reuniões.

## Obras
- A Critical Review of Barrington Moore’s Social Origins of Dictatorship and Democracy. Politics and Society, 4(1), pp. 1–34
- States and Social Revolutions: A Comparative Analysis of France, Russia, and China, 1979.
- Bringing the State Back In, 1985
- Review article: "Cultural Idioms and Political Ideologies in the Revolutionary Reconstruction of State Power: A Rejoinder to Sewell," The Journal of Modern History Vol. 57, No. 1, March 1985
- Protecting Soldiers and Mothers: The Political Origins of Social Policy in the United States, 1992.
- Social Revolutions in the Modern World, 1994.
- State and Party in America's New Deal, with Kenneth Finegold, 1995.
- Social Policy in the United States: Future Possibilities in Historical Perspective, 1995.
- Boomerang: Clinton's Health Security Effort and the Turn Against Government in U.S. Politics, 1996, new edition  Boomerang: Health Care Reform and the Turn against Government, 1997.
- The Missing Middle: Working Families and the Future of American Social Policy, 2000.
- Diminished Democracy: From Membership to Management in American Civic Life, 2003.
- What a Mighty Power We Can Be: African American Fraternal Groups and the Struggle for Racial Equality, with Ariane Liazos & Marshall Ganz, 2006.
- The Tea Party and the Remaking of Republican Conservatism, with Vanessa Williamson, 2011.